# Piotr Wadecki
Piotr Wadecki (Elbląg, 11 februari 1973) is een voormalig Pools wegwielrenner.
Wadecki begon zijn professionele wielercarrière in 1997 bij de Poolse ploeg Mróz, waarvoor hij vier jaar reed. Hij boekte diverse overwinningen, waaronder de Vredeskoers en etappes in de Ronde van Polen. Ook werd hij driemaal Pools kampioen: tweemaal op de weg en eenmaal in de tijdrit. In 2001 kreeg hij een contract bij Domo-Farm Frites. Hij won dat jaar een etappe in Parijs-Nice en werd een jaar later tweede in de Ronde van Zwitserland. Ook reed hij beide jaren de Ronde van Frankrijk uit.
In 2003 verhuisde Wadecki naar Quick Step-Davitamon en reed het jaar erop bij Lotto. Vervolgens reed Wadecki nog twee jaar bij kleinere Poolse ploegen, waarna hij in het voorjaar van 2006 zijn carrière afsloot. Hij werd vanaf 2009 ploegleider bij de Poolse ploeg CCC en is tegenwoordig actief als bondscoach van de Poolse nationale ploeg. Zijn jongere broer Adam Wadecki is ook wielrenner.

## Palmares
1997
 Pools kampioen op de weg, Elite
5e etappe Ronde van Japan
1e en 3e etappe Koers van de Olympische Solidariteit
Eindklassement Koers van de Olympische Solidariteit
1e etappe Bałtyk-Karkonosze-Tour
1998
Memoriał Romana Siemińskiego
1999
Eindklassement Szlakiem Grodów Piastowskich
5e etappe Ronde van Polen
3e, 5e en 6e etappe Bałtyk-Karkonosze-Tour
2000
 Pools kampioen op de weg, Elite
 Pools kampioen tijdrijden, Elite
Eindklassement Szlakiem Grodów Piastowskich
Eindklassement Vredeskoers
4e, 5e en 6e etappe Ronde van Egypte
2e etappe Ronde van Japan
1e etappe Ronde van Polen
4e etappe Bałtyk-Karkonosze-Tour
2001
6e etappe Parijs-Nice
2e etappe Ronde van Lucca
2005
2e etappe Koers van de Olympische Solidariteit
Eindklassement Koers van de Olympische Solidariteit
2e etappe Hessen Rundfahrt

## Resultaten in voornaamste wedstrijden
| Jaar | Ronde van Italië | Ronde van Frankrijk | Ronde van Spanje |
| ---- | ---------------- | ------------------- | ---------------- |
| 1997 |                  |                     |                  |
| 1999 |                  |                     |                  |
| 2000 |                  |                     |                  |
| 2001 |                  | 68e                 |                  |
| 2002 |                  | 43e                 |                  |
| 2004 | opgave           |                     |                  |
| 2005 |                  |                     |                  |

| Jaar | Milaan-San Remo | Gent-Wevelgem | Ronde van Vlaanderen | Luik-Bast.‑Luik | Ronde van Lombardije | Clásica San Sebastián |  | WK op de weg |  | Wereldranglijsten |
| ---- | --------------- | ------------- | -------------------- | --------------- | -------------------- | --------------------- |  | ------------ |  | ----------------- |
| 1997 |                 |               |                      |                 |                      |                       |  | 86e          |  |                   |
| 1999 |                 |               |                      |                 |                      |                       |  | 17e          |  |                   |
| 2000 |                 |               |                      |                 |                      |                       |  | 34e          |  |                   |
| 2001 | 142e            | 65e           | 81e                  |                 | 29e                  | 7e                    |  | 6e           |  | 28e (UWB)         |
| 2002 |                 |               |                      |                 |                      |                       |  | 129e         |  |                   |
| 2004 |                 |               |                      | 51e             |                      |                       |  |              |  |                   |
| 2005 |                 |               |                      |                 |                      |                       |  | 44e          |  |                   |